# Hogna biscoitoi
Hogna biscoitoi är en spindelart som beskrevs av Jörg Wunderlich 1992. Hogna biscoitoi ingår i släktet Hogna och familjen vargspindlar.
Artens utbredningsområde är Madeira. Inga underarter finns listade i Catalogue of Life.